# Йохан фон Шлезвиг-Холщайн-Готорп
Йохан фон Шлезвиг-Холщайн-Готорп (на немски: Johann von Schleswig-Holstein-Gottorf; „Bishop Hans“; * 18 март 1606, дворец Готорп; † 21 февруари 1655, Ойтин) е херцог на Шлезвиг-Холщайн-Готорп, като Йохан X протестантски княжески епископ на Любек (1634 – 1655).

## Живот
Той е най-малкият син на херцог Йохан Адолф фон Шлезвиг-Холщайн-Готорп (1575 – 1616) и съпругата му принцеса Августа Датска (1580 – 1639), дъщеря на датския крал Фредерик II и София фон Мекленбург.
Йохан наследява през 1634 г. чичо си Йохан Фридрих като княжески епископ на Любек.
Йохан се жени на 7 май 1640 г. за принцеса Юлия Фелицитас фон Вюртемберг-Вайлтинген (* 19 декември 1619; † 3 януари 1661), дъщеря на херцог Юлиус Фридрих фон Вюртемберг-Вайлтинген. Бракът е много нещастен и от 1648 г. той се мъчи да се разведе. Развеждат се през 1653 г.

## Деца
Йохан и Юлия Фелицитас имат децата:
- Христина Августа Сабина (1642 – 1650)
- Юлиус Адолф Фридрих (1643 – 1644)
- Йохан Юлиус Фридрих (1646 – 1647)
- Йохан Август (1647 – 1686)